# Arichanna epiphanes
Arichanna epiphanes är en fjärilsart som beskrevs av Eugen Wehrli 1933. Arichanna epiphanes ingår i släktet Arichanna och familjen mätare. Inga underarter finns listade i Catalogue of Life.